# 600纳米制程
600纳米制程，又稱0.6微米製程，是半导体制造制程的一个水平，大约于1994年至1995年左右达成。 这一制程由当时领先的半导体公司如英特尔和IBM所完成。

## 具有600纳米制程的产品
- 于1989年推出的Intel 80486DX4 CPU使用这个制程。
- IBM/摩托罗拉 PowerPC 601 I
- 英特尔奔腾（Intel Pentium）处理器，具有75M赫兹、90M赫兹和100M赫兹。